# Yosra Manaï
Yosra Manaï (arabe : يسرى مناعي) est une actrice tunisienne.

## Télévision
- 2005-2009 : Choufli Hal de Slaheddine Essid et Abdelkader Jerbi : Amani Labiedh[1]
- 2009 : Choufli Hal (téléfilm) d'Abdelkader Jerbi : Amani Labiedh
- 2012 : Bab El Hara 2100 de Haifa Mohamed Araar
- 2019 :  Familia Si Taïeb

## Théâtre
- 2009 : El Aïn Fil Aïn, mise en scène de Nabil Mihoub
- 2019-2020 : Ras w Rwayes